# Sor Juana Inés de la Cruz (telenovela)
Sor Juana Inés de la Cruz é uma telenovela mexicana, produzida pela Televisa e exibida em 1962 pelo Telesistema Mexicano.

## Elenco
- Amparo Rivelles
- Guillermo Murray
- Julio Alemán
- Augusto Benedico